# Martadi
Martadi è un centro abitato del Nepal capoluogo del distretto di Bajura (Sudurpashchim Pradesh).
Fino alla riforma amministrativa del 2015 (attuata nel 2017) era un comitato per lo sviluppo dei villaggi (VDC). 
La città si trova sul versante settentrionale delle Mahabharat Lekh a 1.554 m di altitudine. A circa 30 km in direzione ovest-sud-ovest si trova il parco nazionale di Khaptad.